# Szipka Sofia
Szipka Sofia (bułg. СК "Шипка" (София)) – bułgarski klub piłkarski z siedzibą w stolicy kraju, mieście Sofia, działający w latach 1923–1944.

## Historia
Chronologia nazw:
- 02.05.1923: SK Sparta Sofia (bułg. СК Спарта (София)) – po fuzji klubów Pobeda (Kulucite) i Mefisto (Sofia)
- 1924: SK Szipka Sofia (bułg. СК Шипка (София))
- 1926: SK Szipka 26 Sofia (bułg. СК Шипка `26 (София)) – po fuzji z Sławejkow (Sofia)
- 192?: SK Szipka Sofia (bułg. СК Шипка (София))
- 07.04.1942: SK Szipka-Grafik Sofia (bułg. СК Шипка-График (София)) – po fuzji z Grafik (Sofia)
- 1944: SK Szipka-Pobeda Sofia (bułg. СК Шипка-Победа (София)) – po fuzji z Pobeda (Orłandowci)
- 9.11.1944: klub rozwiązano – po fuzji z AS 23 Sofia i Spartak Podujane, tworząc nowy klub Czawdar Sofia

Klub sportowy Sparta został założony w Sofii 2 maja 1923 roku w wyniku połączenia miejscowych klubów: Pobeda (Kulucite) (rok założenia 1919) i Mefisto (rok założenia 1920). 7 października 1924 roku za zgodą Związku Ochotników w Bułgarii przyjął nazwę Szipka. Wszyscy weterani, którzy brali udział w Wojnie Wyzwoleńczej zostali ogłoszeni honorowymi członkami Klubu Sportowego Szipka. W sierpniu 1926 klub połączył się z klubem Sławejkow (Sofia) i zmienił nazwę na Szipka 26. 
W sezonie 1937/38 zespół po raz pierwszy awansował do pierwszej ligi bułgarskiej. W swoim pierwszym sezonie zajął wysokie 3.miejsce mistrzostw. Rok później klub osiągnął największy sukces w swojej historii zdobywając Puchar Bułgarii, który nosił wówczas nazwę Pucharu Cara. W finale drużyna pokonała 2:0 Lewskiego Ruse. W bułgarskiej ekstraklasie klub występował do 1940. 
7 kwietnia 1942 klub połączył się z Grafikem (Sofia) tworząc Szipka-Grafik. Na początku 1944 roku drużyna połączyła się z Pobedą (Orłandowci) i dalej funkcjonowała pod nazwą Szipka-Pobeda. Klub przestał istnieć 9 listopada 1944 roku po zjednoczeniu z elitarnymi zespołami stołecznymi AS 23 Sofia i Spartak Podujane. W wyniku fuzji powstał nowy klub o nazwie Czawdar Sofia.

## Barwy klubowe, strój, herb, hymn
|  |  |

Klub ma barwy zielono-białe. Piłkarze domowe spotkania zazwyczaj grają w pasiastych pionowo zielono-białych koszulkach, zielonych spodenkach oraz zielonych getrach.

## Sukcesy

### Trofea międzynarodowe
Do chwili obecnej klub jeszcze nigdy nie zakwalifikował się do rozgrywek europejskich.

### Trofea krajowe
| \| \| Zdobyte trofea w rozgrywkach Bułgarii (stan na: 31-05-2021) \| |                                                             |      |                                                            |
| Rozgrywki                                                            | Osiągnięcie                                                 | Razy | Sezon(y)                                                   |
| · Mistrzostwo                                                        | I miejsce                                                   | 0    |                                                            |
| · Mistrzostwo                                                        | II miejsce                                                  | 0    |                                                            |
| · Mistrzostwo                                                        | III miejsce                                                 | 1    | 1937/38                                                    |
| Puchar                                                               | zdobywca                                                    | 1    | 1939                                                       |
| Puchar                                                               | finalista                                                   | 0    |                                                            |
| II liga                                                              | I miejsce                                                   | 0    |                                                            |
| II liga                                                              | II miejsce                                                  | 1    | 1935/36 (gr.Sofia)                                         |
| II liga                                                              | III miejsce                                                 | 3    | 1931/32 (gr.Sofia), 1932/33 (gr.Sofia), 1936/37 (gr.Sofia) |
| Bułgaria                                                             | Zdobyte trofea w rozgrywkach Bułgarii (stan na: 31-05-2021) |      |                                                            |

- II Sofijska diwizija (D3):
  - mistrz (2x): 1923/24, 1928/29

- Puchar "Ułpia Serdika":
  - zdobywca (1): 1933

## Poszczególne sezony

### Rozgrywki międzynarodowe

#### Europejskie puchary
Nie uczestniczył w rozgrywkach europejskich.

### Rozgrywki krajowe
| \| Bułgaria \| Bilans występów klubu w rozgrywkach piłkarskich Bułgarii (Stan na 31 maja 2021 r.) \| \| |                                                                                    |        |       |   |   |   |    |    |     |                               |        |        |      |
| Poziom                                                                                                  | Rozgrywki                                                                          | Sezony | Mecze | Z | R | P | B+ | B– | Pkt | Lata                          | Awanse | Spadki | Naj. |
| I | Nacionałna futbołna diwizija / Dyrżawno pyrwenstwo                                 | 3      |       |   |   |   |    |    |     | 1937–1940                     | 0      | 1      | 3    |
| II | B RPG / Wtora PFG / Pyrwa PFL / B PFG / Wtora PFL                                  | 12     |       |   |   |   |    |    |     | 1922/23, 1929–1937, 1940–1943 | 1      | 2      | 2    |
| III | Treta amatorska futbołna liga                                                      | 7      |       |   |   |   |    |    |     | 1923–1929, 1943/44            | 1      | 0      | 1    |
| IV | Obłastna futbołna liga                                                             | 0      |       |   |   |   |    |    |     |                               | 0      | 0      |      |
| | Puchar Bułgarii                                                                    | 1      |       |   |   |   |    |    |     | 1939                          | 0      | 0      | 1    |
| Bułgaria                                                                                                | Bilans występów klubu w rozgrywkach piłkarskich Bułgarii (Stan na 31 maja 2021 r.) |        |       |   |   |   |    |    |     |                               |        |        |      |

## Struktura klubu

### Stadion
Drużyna rozgrywała swoje mecze domowe w Sofii na boisku Lewskiego, tak jak nie miała własnego stadionu. 

## Kibice i rywalizacja z innymi klubami

### Derby
- SK Sofia
- Lewski Sofia
- Sławia Sofia
- FK 13 Sofia
- Atletik Sofia
- Rakowski Sofia
- Sława Sofia
- Borisław Sofia
- Pobeda Sofia
- Pobeda Sofia (1920–1923)
- Sokoł Sofia
- Sokoł Sofia (1915–1926)
- AS 23 Sofia